# Dunezers
Dunezers este o arie protejată (arie specială de conservare — SAC, sit de importanță comunitară — SCI, arie de protecție specială avifaunistică — SPA) din Letonia întinsă pe o suprafață de 169,86 ha, integral pe uscat.

## Localizare
Centrul sitului Dunezers este situat la coordonatele 57°32′14″N 24°42′00″E / 57.5373°N 24.6999°E.

## Înființare
Situl Dunezers a fost declarat arie de protecție specială avifaunistică în decembrie 2002 pentru a proteja 24 de specii de animale. Alte tipuri de protecție:
- sit de importanță comunitară (în mai 2004)
- arie specială de conservare (în mai 2004)[1][3][4]

## Biodiversitate
Situată în ecoregiunea boreală, aria protejată conține 4 habitate naturale: Lacuri eutrofice naturale cu vegetație de tip Magnopotamion sau Hydrocharition, Cursuri de apă de la nivel de câmpie la nivel montan, cu vegetație Ranunculion fluitantis și Callitricho-Batrachion, Păduri caducifoliate de mlaștină fino-scandinave, Păduri aluvionare cu Alnus glutinosa și Fraxinus excelsior (Alno-Padion, Alnion incanae, Salicion albae).
La baza desemnării sitului se află mai multe specii protejate:
- păsări (18): pescăruș albastru (Alcedo atthis), buhai de baltă (Botaurus stellaris), erete de stuf (Circus aeruginosus), cristeiul de câmp (Crex crex), Cygnus columbianus bewickii, lebădă de iarnă (Cygnus cygnus), ciocănitoare cu spate alb (Dendrocopos leucotos), ciocănitoare neagră (Dryocopus martius), egretă albă (Egretta alba), cocor (Grus grus), codalb (Haliaeetus albicilla), pescăruș mic (Larus minutus), becațină mică (Lymnocryptes minimus), vultur pescar (Pandion haliaetus), bătăuș (Philomachus pugnax), cresteț pestriț (Porzana porzana), chiră de baltă (Sterna hirundo), fluierar de mlaștină (Tringa glareola)
- mamifere (2): vidră de râu (Lutra lutra), liliac de iaz (Myotis dasycneme)
- nevertebrate (3): Graphoderus bilineatus, Vertigo angustior, Vertigo geyeri
- pești (1): zvârluga (Cobitis taenia)

Pe lângă speciile protejate, pe teritoriul sitului au mai fost identificate 3 specii de păsări, 6 specii de mamifere, 5 specii de nevertebrate.